# 明治町 (境港市)
明治町（めいじまち）は、鳥取県境港市の町名。郵便番号は684-0022（境港郵便局管区）。 

## 地理
弓浜半島の北東部、境水道沿岸部に位置する。

## 歴史
はじめ境町、昭和29年（1954年）境港町、昭和31年（1956年）からは境港市の町名。
地名の由来は、明治年間に県道境停車場線（現主要地方道米子境線）が新設され地域発展の端緒になったことによる。町名成立当初は市街地南部郊外にあたり、ほとんどが畑地であった。昭和初年から住宅が建設され始めた。

## 宗教
浄土真宗本願寺派
- 本巌寺[5]

真言宗御室派
- 弘安寺[6]

基督教
- アッセンブリー教団境港キリスト教会

## 医療機関
- 荒木医院
- 小林外科内科医院

## 産業

### 企業・店
繊維品の部
- ノムラ洋服店（営業内容・紳士服仕立、加工）[7]
- 丸神ふとん店（営業内容・綿打、寝具卸、小売）[8]
- 丸福ふとん店（営業内容・綿打、寝具卸、小売）[8]

食料品の部
- きむら商店（営業内容・食料品、花、煙草小売）[9]
- 高橋商店（営業内容・食料品、酒、煙草小売）[10]
- 中枝食料品店（営業内容・食料品、酒、煙草小売）[10]
- ホームラン（営業内容・回転焼販売、食堂）[11]

文化用品、日用品の部
- （有）門永金物店（営業内容・金物、建築金物、刃物小売）[12]

機械器具の部
- （有）荒木自動車整備工場（営業内容・自動車修理）[13]
- 門脇自転車店（営業内容・自転車オートバイ販売修理）[13]

電気器具、燃料の部
- 引野電器店（営業内容・電気器具小売、修理）[14]
- 永瀬石油（株）（営業内容・石油製品小売）[15]

木材、木材、家具の部
- （有）浜田材木店（営業内容・木材、製材）[16]

請負工事、土建資材の部
- 三本松商店（営業内容・瓦、LPガス販売）[17]

水産の部
- （有）井川商店（営業内容・鮮魚仲買）[18]
- 渋谷鮮魚店（営業内容・鮮魚小売）[19]
- 宮崎組（営業内容・鮮魚荷役）[20]

## 世帯数と人口
2022年（令和4年）7月31日現在の世帯数と人口は以下の通りである。
| 町丁   | 世帯数  | 人口  |
| ------ | ------- | ----- |
| 明治町 | 227世帯 | 447人 |

### 世帯数と人口の変遷
世帯数・人口は昭和30年（1955年）177・660、昭和55年（1980年）242・739。

## 小・中学校の学区
市立小・中学校に通う場合、学区は以下の通りとなる。
| 番地 | 小学校           | 中学校             |
| ---- | ---------------- | ------------------ |
| 全域 | 境港市立境小学校 | 境港市立第一中学校 |

## 交通

### 鉄道
町内に鉄道駅はない。

### 道路
- 鳥取県道・島根県道2号境美保関線

## 出身人物・ゆかりのある人物

### 政治家
- 中村実三 - 元境港市議会議員。
- 中村勝治 - 境港市長。
- 広島了輔 - 元鳥取県議会議員。
- 広島馨 - 元境港市議会議員。

### 実業家、政治家
- 岡田洲二 - 岡田商店の元代表取締役会長、元鳥取県議会議員。父は元岡田汽船社長岡田庄作。

### 実業家
- 石指集三 - 元･丸神海産取締役社長。

### その他
- 荒木泰世 - 境港市収入役[22]

## 資料
- 第一回境港市表彰者名簿（昭和三十五年十一月三日）

善行表彰 氏名・里見周造、職・水先人、事由・海運界の発展向上に寄与、住所・明治町
勤続表彰 氏名・中村実三、職・市議会議員、事由・一三年、住所・明治町
　　　　　　　　氏名・荒木泰世、職・市収入役、事由・一三年、住所・明治町
　　　　　　　　氏名・木村英憲、職・市吏員、事由・一九年、住所・明治町
- 第二回境港市表彰者名簿（昭和三十六年十一月三日）

功労表彰 氏名・和田富士一、職・共和水産株式会社社長、事由・水産業界の振興発展に貢献、住所・明治町
- 第三回境港市表彰者名簿（昭和三十七年十一月三日）

功労表彰 氏名・岡田洲二、職・株式会社岡田商店代表取締役、事由・港湾振興発展に寄与、住所・明治町
- 第五回境港市表彰者名簿（昭和三十九年十一月三日）

勤続表彰 氏名・足立冨士郎、職・公平委員会委員、事由・八年、住所・明治町
　　　　　　　　氏名・荒木泰世、職・公民館運営審議会委員、事由・八年、住所・明治町
- 第八回境港市表彰者名簿（昭和四十二年十一月三日）

善行表彰 氏名・坂口福太郎、事由・市行政の伸展に貢献、住所・明治町
勤続表彰 氏名・中村実三、職・市議会議員、事由・二〇、住所・明治町
- 第九回境港市表彰者名簿（昭和四十三年十一月三日）

善行表彰 氏名・足立潔、職・会社代表取締役、事由・人命救助、住所・明治町
- 第十二回境港市表彰者名簿（昭和四十六年十一月三日）

功労表彰 氏名・下西二郎、職・無職、事由・社会体育振興に貢献、住所・明治町
- 第十四回境港市表彰者名簿（昭和四十八年十一月三日）

勤続表彰 氏名・足立丕、職・学校歯科医、事由・一五年、住所・明治町